# ハイレグクィーンロマンス ピットに賭ける恋!
『ハイレグクィーンロマンス ピットに賭ける恋!』（ハイレグクィーンロマンス ピットにかけるこい）は、1991年9月23日（月曜） 21:00 - 22:24にフジテレビ系列で放送されたテレビドラマ。

## ストーリー
恋人と遠距離恋愛になることを悩む女子短大生、芸能人になりたい女子高生、恋人から別れを告げられた市役所職員などが、それぞれの思惑を抱きつつ、優勝賞金500万円・映画出演権を獲得できるレースクィーンコンテストに出場し、優勝を目指す。

## キャスト
- 渡辺かおり：西田ひかる
- 佐々木浩平：中村繁之
- 仁科小百合：岡本夏生
- 森川薫子：中村綾
- 渡辺敏夫：西岡徳馬
- 川村嘉章：石田純一
- 中山忍
- 船田幸
- 小河麻衣子
- 武野功雄
- 中野英雄
- 小林千尋
- 戸沢佑介
- 宮本大誠
- 久我美智子
- 細川ふみえ
- 遠藤賀子
- 嶋村かおり
- 河口りか
- 田中広子
- 鈴木千夏
- 小畑裕子
- 吉沢孝明
- 佐藤里佳
- 宇梶剛士
- 金山一彦
- 石黒賢（友情出演）

## スタッフ
- 脚本：山崎淳也
- 演出：永山耕三
- プロデューサー：大多亮

## 主題歌
- あの夏を忘れない (TMN)

| スタブアイコン | サブスタブ | この項目は、まだ閲覧者の調べものの参照としては役立たない、テレビ番組に関連した書きかけの項目です。この項目を加筆・訂正などしてくださる協力者を求めています（P:テレビ/PJ:放送または配信の番組）。 |